# Sonic Colours
Sonic Colours (ソニック カラーズ, Sonikku Karāzu), aussi connu sous le nom de Sonic Colors au Japon et en Amérique du Nord, est un jeu vidéo de plates-formes développé par la Sonic Team sorti en novembre 2010 sur Wii et Nintendo DS.
Le développement de Sonic Colours a commencé après l'achèvement de Sonic Unleashed sorti en 2008. En examinant les critiques des jeux passés, les développeurs ont fait de Sonic le seul personnage jouable et ont travaillé pour équilibrer la vitesse et la plateforme. Les Wisps ont été introduits pour diversifier le gameplay sans le ralentir. Deux versions du jeu ont été développées : une pour la Wii de Sonic Team et une pour la Nintendo DS de Dimps. Le jeu a été conçu pour une démographie plus large que les jeux précédents, visant en particulier les enfants et les fans de la série Super Mario.
Sonic Colours a reçu des critiques positives. Les critiques ont recommandé le titre pour ses graphismes, l'audio, le gameplay, la rejouabilité et l'ont considéré comme une amélioration par rapport à Sonic Unleashed. Cependant, certains ont critiqué sa difficulté et son mode multijoueur faible. Le jeu a été un succès commercial, se vendant à plus de deux millions d'exemplaires. Les power-ups Wisps introduits dans Sonic Colours réapparaissent dans les opus suivants tels que Sonic Lost World, Sonic Generations ou encore Sonic Forces et des nouveaux ont été ajoutés.
Une version remastérisée nommée Sonic Colours: Ultimate (ou Sonic Colors: Ultimate) est sortie le 7 septembre 2021 sur Nintendo Switch, PlayStation 4, Xbox One et PC.

## Univers

### Histoire
Après les évènements de Sonic Unleashed, le Dr. Eggman a manigancé un nouveau plan diabolique pour dominer le monde. Cette fois, il a créé un parc d'attractions interstellaire qu'il a placé en orbite autour de la Terre et rempli de manèges et d'attractions incroyables. Mais les apparences sont trompeuses; le Dr. Eggman séquestre des extraterrestres et détourne leurs énergie vitale pour nourrir ses sombres desseins. Heureusement, avant que le Dr. Eggman n'arrive à ses fins, Sonic et Tails découvrent son mystérieux parc spatial. À leurs arrivée, Sonic se rend compte qu'il peut utiliser le pouvoir des extraterrestres appelés Wisps et décide de les aider. 
Après avoir passé les trois premiers actes de Tropical Resort, Sonic et Tails rencontrent Yacker, un Wisp Blanc. Les Wisps sont des aliens qui possèdent des pouvoirs en fonction de leur couleur et qui ont une énergie plus grande que celle des émeraudes du Chaos. Yacker et ses amis ont été enlevés par Eggman pour construire son parc d'attraction et créer une arme hypnotique afin d'attirer l'univers de Sonic dans son parc. Sonic et Tails décident alors de s'allier à Yacker afin de sauver les autres Wisps.

### Personnage
Le joueur contrôle Sonic, qui doit mener au bout de chaque acte du jeu en conservant les capacités de Sonic Unleashed. Comme dans Sonic Unleashed, Sonic peut utiliser le boost qui lui permet d'accroître sa vitesse. Pour alimenter sa jauge de boost, il doit récupérer des sphères blanches en battant ses ennemis ou en sauvant des Wisps blancs.
De nombreux personnages secondaires, comme Knuckles ou Amy, font leur apparition dans la version DS. Chacun d'entre eux confie une mission spéciale à Sonic. De plus, Tails suit et aiguille Sonic dans sa quête.
L'antagoniste principal est le Dr. Eggman. Il est accompagné de Orbot et Cubot, deux robots maladroits qui tentent de mettre des bâtons dans les roues de Sonic.

## Système de jeu
Il y a deux versions du jeu, l'une sur Wii et l'autre sur Nintendo DS. La version Wii propose des phases de jeu qui mélangent 2D et 3D à l'instar de Sonic Unleashed, tandis que la version Nintendo DS propose un système de jeu identique à celui de Sonic Rush.

### Généralités
Sur Wii, chaque planète est composée de six actes dans lesquels il faut détruire les prisons des Wisps ou atteindre le Goal Ring d'arrivée. Dans chaque niveau, il y a cinq anneaux rouges spéciaux. Si le joueur récupère un certain nombre d'anneaux spéciaux, il débloque des actes dans le Sonic Simulator. De plus, chaque planète comporte un Boss à battre pour débloquer des nouvelles planètes. La seule exception est le monde Terminal Velocity composé de deux actes et un boss.
Sur Nintendo DS, chaque planète est composée de deux actes dans lesquels il faut détruire les prisons des Wisps ou atteindre le Goal Ring d'arrivée. Dans chaque acte, il y a cinq rings étoiles rouges. Le joueur doit en ramasser un minimum de cinquante pour accéder à l'une des sept étapes spéciales dans lesquelles il faut ramasser un certain nombre de balles. De plus, les planètes proposent trois missions pour lesquelles il faut aussi terminer le niveau dans le temps imparti ou récupérer un certain nombre d'anneaux. Enfin, il y a aussi un boss par planète.

### Wisps
Les Wisps sont de petits aliens qui permettent à Sonic de se transformer et d'utiliser de nouveaux pouvoirs. Les pouvoirs varient selon la couleur et l’espèce du Wisp. Le joueur débloque les différents Wisps au fur et à mesure de sa progression dans le jeu. Une fois débloqués, il les trouve dans des capsules placées à des endroits stratégiques des niveaux. La version Wii en comprend huit et la version Nintendo DS six, tandis que la version Switch en introduit un nouveau, en plus de comporter tous les autres de la version Wii. Il n'inclut PAS les wisps de la version DS.
| Wisp           | Version  | Description |
| -------------- | -------- | --- |
| Cube Bleu      | Wii      | Sonic peut changer les rings bleus en cubes.                                                                    |
| Éclat Rouge    | DS       | Transforme Sonic en une boule de feu capable d'exploser sur les ennemis alentour.                               |
| Épine Rose     | Wii      | Le joueur peut s'accrocher aux parois et grimper dessus.                                                        |
| Vol Vert       | Wii      | Le joueur peut flotter au-dessus du niveau et suivre des chemins de Rings.                                      |
| Furie Violette | Wii      | Le joueur peut détruire tout ce qu'il y a sur son passage.                                                      |
| Fusée Orange   | DS & Wii | Permet au joueur d'atteindre des endroits élevés et lointains.                                                  |
| Laser Cyan     | DS & Wii | Permet au joueur de se déplacer très rapidement en ricochet le long des parois ou de rebondir sur des cristaux. |
| Turbo Blanc    | DS & Wii | Rempli la jauge de Boost de Sonic.                                                                              |
| Vide Mauve     | DS       | Le joueur peut survoler le niveau et aspirer les objets et les ennemis autour de lui.                           |
| Vrille Jaune   | DS & Wii | Le joueur peut se déplacer sous la terre et sous l'eau.                                                         |
| Fantôme Jade   | Switch   | Permet au joueur de voler et de traverser des objets solides pour atteindre des zones cachées.                  |

## Développement
Le développement de Sonic Colours a commencé en 2008, après l'achèvement de Sonic Unleashed. Tandis qu'ils conservaient la plupart des éléments fondamentaux du gameplay d’Unleashed, les développeurs Sonic Team et Dimps décidèrent de créer un équilibre entre vitesse et plateforme similaire à celui des jeux sortis pour la Sega Genesis, par rapport au gameplay simple d’Unleashed. À la suite des demandes des fans, l'équipe a également pris la décision de faire de Sonic le seul personnage jouable, et d'omettre les thèmes "gimmick" tels que le mécanisme d'épée utilisé dans le spin-off Sonic et le Chevalier noir. L'équipe a choisi de développer le jeu sur la Wii et la Nintendo DS de Nintendo, dans l'espoir de développer le public attiré par le succès de Mario et Sonic aux jeux olympiques sur Wii et Nintendo DS. L'une des premières idées était que le décor devrait être un parc d'attractions; Sonic Team s'est alors rendu compte que "n'importe quel parc d'attraction terrestre serait trop petit pour contenir les aventures de Sonic". De là est née l'idée d'un parc interplanétaire, qui permettrait plus de créativité et de variance dans le jeu. Les développeurs ont utilisé Disneyland comme source d'inspiration visuelle pour les niveaux. Sonic Team a également souhaité quelque chose qui permettrait de diversifier le gameplay, mais ne l'a pas ralenti. Ainsi, les Wisps ont été ajoutés au jeu pour étendre et renforcer le gameplay sans forcer le joueur à passer à d'autres personnages jouables. Un autre objectif était d'encourager les joueurs à revoir les niveaux terminés ; Sonic Team a accompli cela en ajoutant des segments nécessitant certains types de Wisps aux niveaux précédant leurs premières apparitions. La version Wii utilise le moteur de jeu Havok, tandis que la version DS utilise le même moteur utilisé dans Sonic Rush et sa suite.        
Selon le producteur Takashi Iizuka, Sonic Colours a été conçu pour attirer un public occasionnel, en particulier les enfants et les fans de la série Super Mario. La déclaration d'Iizuka selon laquelle il était impossible de plaire à tous les fans de Sonic aliénait d'abord ceux qui avaient apprécié des entrées antérieures comme Unleashed et Sonic the Hedgehog 4 : Episode 1, mais Judy Gilbertson, responsable de la marque Sega, expliqua: créer un jeu qui est accessible aux jeunes joueurs ainsi que nos fans «de base». Le script a été écrit par MadWorld et les contributeurs de Happy Tree Friends Ken Pontac et Warren Graff.
Sonic Colours est sorti en Australie et en Europe le 11 novembre 2010, aux États-Unis le 16 novembre 2010 et au Japon le 18 novembre 2010.

## Doublage

### Voix anglaises
- Roger Craig Smith : Sonic
- Kate Higgins : Tails
- Travis Willingham : Knuckles
- Kirk Thornton : Shadow, Orbot
- Karen Strassman : Rouge
- Vic Mignogna : E-123 Omega
- Cindy Robinson : Amy
- Michelle Ruff : Cream
- Kyle Hebert : Big
- Troy Baker : Espio
- Colleen O'Shaughnessey : Charmy
- Keith Silverstein : Vector
- Laura Bailey : Blaze
- Quinton Flynn : Silver
- Wally Wingert : Cubot
- Mike Pollock : Eggman

### Voix japonaises
- Jun'ichi Kanemaru : Sonic
- Ryō Hirohashi : Tails
- Nobutoshi Canna : Knuckles
- Kōji Yusa : Shadow
- Rumi Ochiai : Rouge
- Taiten Kusunoki : E-123 Omega
- Taeko Kawata : Amy
- Sayaka Aoki : Cream
- Takashi Nagasako : Big
- Yūki Masuda : Espio
- Yōko Teppōzuka : Charmy
- Kenta Miyake : Vector
- Nao Takamori : Blaze
- Daisuke Ono : Silver
- Mitsuo Iwata : Orbot
- Wataru Takagi : Cubot
- Chikao Ōtsuka : Eggman
- Fumihiko Tachiki : Annonceur

### Voix françaises
Exclusivité de la version Ultimate
- Alexandre Gillet : Sonic
- Marie-Eugénie Maréchal : Tails
- Marc Bretonnière : Eggman
- Tony Marot : Orbot
- Benjamin Pascal : Cubot
- Luc Boulad : Commentateur Wisp

## Musique
Le groupe américain d'électro-pop Cash Cash a réalisé les génériques de début Reach for the Stars et de fin Speak With Your Heart.

## Accueil

### Ventes
Sonic Colours s'est plutôt bien vendu. À la fin de l'année 2010, il a dépassé le cap des 1,85 million d'unités vendues dans le monde. En 2014, il a atteint les 2,5 millions de vente dans le monde.